# Zuid-Afrikaanse egel
De Zuid-Afrikaanse egel (Atelerix frontalis) is een zoogdier uit de familie van de egels (Erinaceidae). Het is de enige egelsoort in zuidelijk Afrika.

## Beschrijving
De Zuid-Afrikaanse egel is een kleine egelsoort. Net als bij andere egels lopen er korte, scherpe stekels over de kruin, rug en flanken tot aan de romp. De stekels van de Zuid-Afrikaanse egel zijn donkerbruin en zwart met een witte basis en witte tot vaalgele punten. Geheel witte stekels kunnen in brede banden langs de rug lopen. Het gezicht, de keel, buikzijde, poten en staart hebben geen stekels, maar zijn bedekt met een dichte vacht. Het gezicht, de poten en staart zijn donker- tot grijsbruin, terwijl de vacht op de buik wit tot zwart van kleur is. Een duidelijk contrasterende band, gebroken wit van kleur, loopt over het voorhoofd via de slapen en de oren naar de zijden van de hals.
De Zuid-Afrikaanse egel heeft een puntige snuit, kleine oortjes en een korte staart. De poten zijn vrij lang. Iedere voet bevat vijf tenen.
Het vrouwtje heeft minstens drie paar tepels: twee op de borst en een of meer op de buik.

### Afmetingen
De Zuid-Afrikaanse egel heeft een kop-romplengte van 18 cm, een staartlengte van 2 cm en een lichaamsgewicht van 300 tot 700 g.

### Zintuigen
De reukzin is sterk ontwikkeld. Ook het gehoor is scherp. Het zichtvermogen is echter vrij zwak ontwikkeld.

### Sporen
De uitwerpselen van de Zuid-Afrikaanse egel zijn maximaal 5 cm lang en 1 cm dik. Ze zijn cilindervormig met afgeronde punten en goed herkenbaar door de aanwezigheid van keverschilden en andere insectendelen.

## Verspreiding en leefgebied
De Zuid-Afrikaanse egel komt voor in zuidelijk Afrika in twee van elkaar gescheiden populaties. Één loopt van Zuidwest-Angola tot Namibië, de ander van Oost-Botswana en West-Zimbabwe zuidwaarts tot de Oost-Kaap, Zuid-Afrika. De egel heeft een voorkeur voor halfdroge tot gematigde streken, met een jaarlijkse neerslag van 300 tot 800 mm per jaar. Woestijnen en gebieden met hoge neerslag worden gemeden. Hij komt voor in een grote verscheidenheid aan leefgebieden, waaronder graslanden, struikgebieden, parken en tuinen.

## Gedrag
De Zuid-Afrikaanse egel is een nachtdier, die zich ook geregeld in de schemering laat zien. Enkel na zware regenbuien, zoals aan het begin van het regenseizoen, of bij koeler weer laat hij zich ook overdag zien. Overdag houdt hij zich schuil in holen, gegraven door andere dieren, of droge bladernesten onder dicht struikgewas of boomstronken. Enkel vrouwtjes met jongen en dieren in torpor maken gebruik van vaste schuilplaatsen.
Het is een voornamelijk solitaire soort: groepen egels zijn vrouwtjes met jongen. Bij ontmoetingen met andere egels schudt het dier met zijn kop, wat gepaard gaat met luid gesnuffel en gesnuif.
De Zuid-Afrikaanse egel loopt over het algemeen langzaam over de grond. Rennend bereikt hij snelheden van 6 tot 7 km/u.

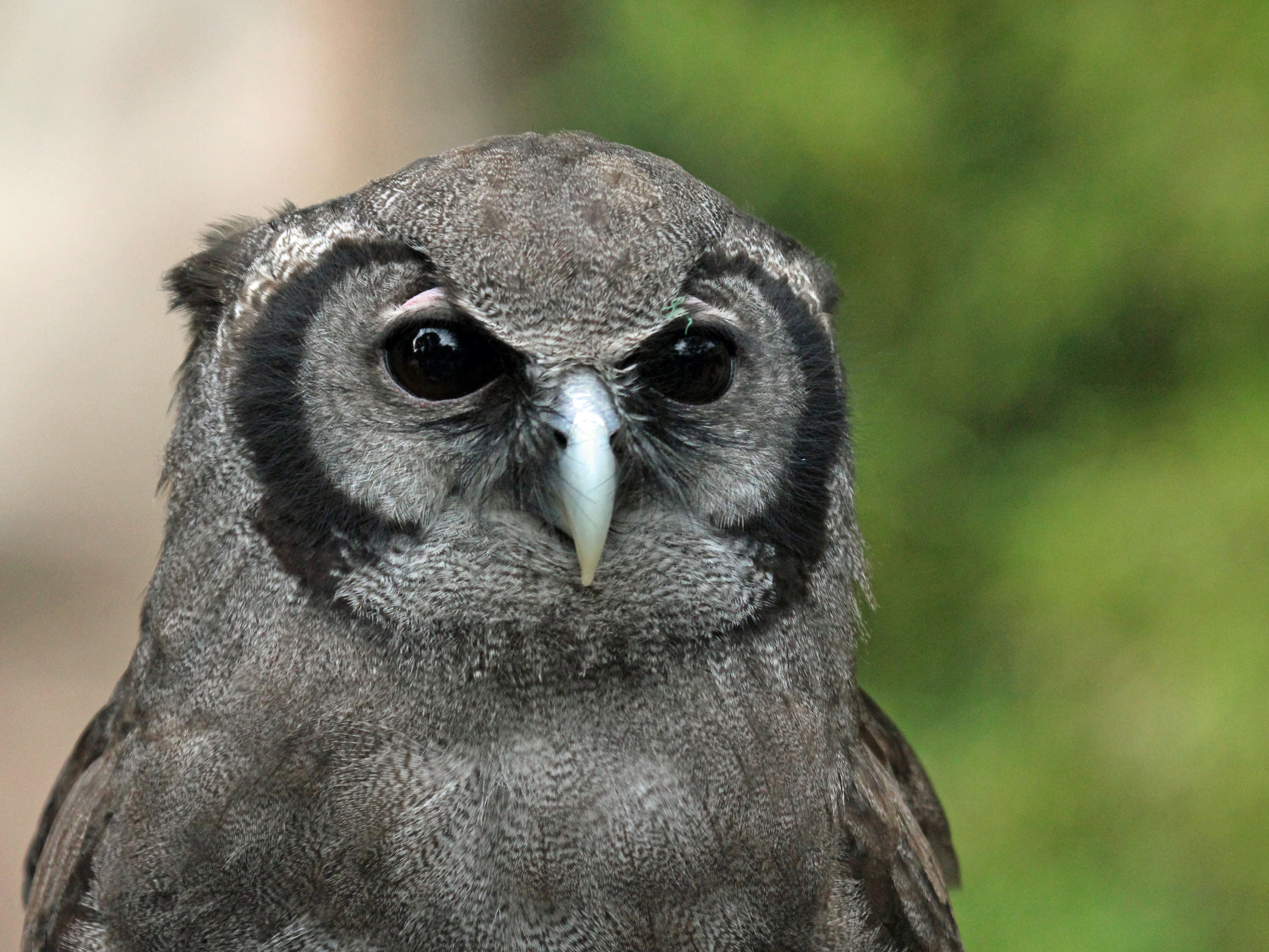
De Verreaux-oehoe (Bubo lacteus) is de belangrijkste natuurlijke vijand van de Zuid-Afrikaanse egel

Ook deze soort rolt zich bij gevaar op tot een stekelige bal. De stekels beschermen het tegen vele roofdieren, waaronder zelfs leeuwen. De belangrijkste natuurlijke vijand is de Verreaux-oehoe, die dankzij zijn lange, geschubde klauwen weinig problemen heeft met de stekelvacht. De alarmschreeuw van de Zuid-Afrikaanse egel is een hoge kreet.

### Voedsel
De Zuid-Afrikaanse egel heeft een voornamelijk insectivoor dieet: insecten, miljoenpoten en aardwormen vormen het belangrijkste onderdeel van zijn voedsel. Daarnaast eet hij kikkers, hagedissen, muizen, vogeleieren en jonge vogels, aas, paddenstoelen en verscheidene vruchten. Per nacht eet hij ongeveer 30% van zijn lichaamsgewicht. Tijdens het foerageren loopt de egel vrij langzaam. Dankzij zijn sterk ontwikkelde reukzin vindt hij zijn prooi tussen afgevallen bladeren en onder stenen.

### Torpor
De Zuid-Afrikaanse egel kent mogelijk geen echte winterslaap. Wel worden de egels minder actief in de winter (mei tot juli of augustus), wanneer het voedsel schaarser is. Zodra de temperatuur onder de 15°C duikt, de daglengte korter is dan tien uur en het voedsel schaarser wordt, geraakt de egel in torpor, een minder actieve staat waarin de egel langzamer ademhaalt, de lichaamshouding meer ontspannen is en de lichaamstemperatuur kan dalen tot wel 1°C. Op deze manier houdt de egel het zuurstofverbruik laag. Dit zorgt er ook voor dat de coördinatie minder sterk is. Als de kou en voedselschaarste lang aanhoudt, leidt dat tot langere perioden van torpor en kan het lichaamsgewicht drastisch dalen. In het oosten van Vrijstaat, waar de torpor kan duren van juni tot augustus, verliezen de dieren soms wel tot 19% van hun lichaamsgewicht. Egels die minder dan 200 g wegen, overleven vaak een dergelijke winter niet.

### Voortplanting
De voortplantingstijd van de Zuid-Afrikaanse egel loopt van oktober tot april. Ontmoetingen tussen mannetjes en vrouwtjes zijn luidruchtig. Met veel gesnuif en gesnuffel draaien de twee voor lange tijd om elkaar heen. Tijdens de paring legt het vrouwtje de stekels op haar romp plat, terwijl het mannetje zichzelf vastbijt in de stekels op haar schouders, zodat hij zichzelf goed kan positioneren.
Na een draagtijd van ongeveer 35 dagen worden de jongen geboren. De worp bestaat uit gemiddeld vier (één tot negen) jongen. De pasgeboren egels zijn blind, kaal en wegen slechts 9 tot 11 g. Een tot drie uur na de geboorte ontwikkelen zich de eerste stekels. Na vier tot zes weken worden deze stekels vervangen door hardere, lichaamsbedekkende stekels. Rond deze tijd gaan de jongen voor het eerst mee foerageren met de moeder. Na vijf weken worden de jongen gespeend en na vijf tot zeven weken zijn ze zelfstandig.

## Relatie met de mens
De Zuid-Afrikaanse egel wordt in sommige gebieden gevangen om zijn vlees. Bovendien worden de stekels en huid door traditionele genezers gebruikt. Ook wordt de Zuid-Afrikaanse egel geregeld als huisdier gehouden. Net als de West-Europese egel worden Zuid-Afrikaanse egels vaak overreden door auto's.
De soort is niet bedreigd, maar in sommige gebieden gaan hun aantallen achteruit om verscheidene redenen, waaronder verkeer, jacht, vangst voor de handel, nadelige landbouwpraktijken en lange droogten.